# Felipe Aliste Lopes
Felipe Aliste Lopes (São Paulo, 7 augustus 1987) is een Braziliaans voetballer die bij voorkeur als centrale verdediger speelt. Hij verruilde in januari 2012 CD Nacional voor VfL Wolfsburg.

## Carrière
Lopes debuteerde in 2005 in het betaald voetbal in het shirt van Guarani, op dat moment actief in de Braziliaanse tweede klasse. Een jaar later tekende hij een contract tot het einde van het seizoen 2006/07 bij RSC Anderlecht, met een optie voor nog drie jaar. Lopes speelde de gehele competitie geen wedstrijd en de optie in zijn contract bleef onbenut. Nadat hij vertrok naar CD Nacional, kwam hij daar wel weer aan spelen toe. In 2011 tekende Felipe een contract bij VfL Wolfsburg, maar op dertien competitiewedstrijden in zijn eerste seizoen in Duitsland (2011/12) na speelde hij vrijwel geen competitieduel meer.